# Rechtenbach
Rechtenbach är en kommun och ort i Landkreis Main-Spessart i Regierungsbezirk Unterfranken i förbundslandet Bayern i Tyskland.
Kommunen ingår i kommunalförbundet Lohr am Main tillsammans med kommunerna Neuendorf, Neustadt am Main, Neustadt am Main och Steinfeld.